# Baphia wollastonii
Baphia wollastonii är en ärtväxtart som beskrevs av Baker f. Baphia wollastonii ingår i släktet Baphia och familjen ärtväxter. Inga underarter finns listade i Catalogue of Life.